# Ghost Opera
Ghost Opera este cel de-al optulea album de studio lansat de formația americană Kamelot. Acesta a fost lansat în 2007 de către SPV GmbH/Steamhammer Records, pe data de 1 iunie în Germania, pe 4 iunie în Europa și pe 5 iunie, în Statele Unite ale Americii. Acesta este primul album de studio cu clăparul Oliver Palotai și ultimul cu basistul Glenn Barry. 

## Listă melodii
Toate melodiile sunt scrise de Kamelot.
| Nr.            | Titlu                     | Durată |
| -------------- | ------------------------- | ------ |
| 1.             | "Solitaire"               | 1:00   |
| 2.             | "Rule the World"          | 3:40   |
| 3.             | "Ghost Opera"             | 4:06   |
| 4.             | "The Human Stain"         | 4:01   |
| 5.             | "Blücher"                 | 4:04   |
| 6.             | "Love You to Death"       | 5:13   |
| 7.             | "Up Through the Ashes"    | 4:59   |
| 8.             | "Mourning Star"           | 4:37   |
| 9.             | "Silence of the Darkness" | 3:43   |
| 10.            | "Anthem"                  | 4:25   |
| 11.            | "EdenEcho"                | 4:13   |
| Durată totală: | Durată totală:            | 43:59  |

## Personal

### Kamelot
- Roy Khan – vocalist, clape ocazionale
- Thomas Youngblood – chitară
- Glenn Barry – chitară bas
- Casey Grillo – baterie
- Oliver Palotai – clape

### Invitați
- Miro – orchestrații,[15] și clape suplimentare
- Simone Simons – voce feminină  pe "Blücher",[15]
- Amanda Somerville – voce feminină pe "Mourning Star", pe "Love You to Death", pe "Season's End" și pe "Ghost Opera"[15]
- Sascha Paeth – chitare suplimentare
- Cor – Amanda Somerville, Thomas Rettke, Robert Hunecke-Rizzo și Cinzia Rizzo